# Alexandar Tomow (Ringer)
Alexandar Tomow Lasarow, bulgarisch Александър Томов Лазаров, (* 3. April 1949 in Sandanski, Oblast Blagoewgrad) ist ein ehemaliger bulgarischer Ringer.

## Werdegang
Alexandar Tomow begann als Jugendlicher in seiner Heimatgemeinde mit dem Ringen. Er war schon als Jugendlicher körperlich außergewöhnlich stark und wuchs bald zu einem ausgewachsenen Schwergewichtler heran. In seinem letzten Jahr als Jugendlicher wurde er Spartakiadesieger und bereits mit 19 Jahren wurde er vom bulgarischen Ringerverband bei den Balkanmeisterschaften eingesetzt, wo er auf Anhieb im Schwergewicht, griech.-röm. Stil, gewann. Er trat in die bulgarische Armee ein und wurde in Sofia stationiert. Dort wurde P. Sirakow sein Trainer, der ihn systematisch weiter an die Weltspitze führte. Alexandar Tomow war inzwischen 1,92 m groß und ca. 130 kg schwer. In den folgenden Jahren gewann er fünfmal den Titel eines Weltmeisters und fünfmal den eines Europameisters. Bei den Olympischen Spielen 1972, 1976 und 1980 musste er sich aber jedes Mal mit einer Silbermedaille begnügen. Die sowjetischen Sportler Anatoli Roschtschin und Oleksandr Koltschynskyj verbauten ihm dreimal den Griff auf die Goldmedaille. 1981 beendete Alexandar Tomow seine internationale Laufbahn, wagte aber 1984, mit 35 Jahren ein Comeback und wurde erneut Europameister. An seinen vierten Olympischen Spielen 1984 in Los Angeles konnte er aber nicht teilnehmen, da ihm Politiker diesen Weg durch den Olympiaboykott verwehrten. Obwohl er nie Olympiasieger werden konnte, war Alexandar Tomow einer der besten Superschwergewichtler im griechisch-römischen Stil, der jemals auf der Matte stand. Für seine Verdienste um den Ringersport wurde er im September 2003 als einer der ersten in die FILA International Wrestling Hall of Fame aufgenommen.
Er war Offizier in der bulgarischen Volksarmee, während seiner aktiven Zeit aber ausschließlich Ringer.

## Internationale Erfolge
| Jahr | Platz  | Wettbewerb                                                   | Gewichtsklasse | Ergebnisse |
| 1968 | 1.     | Balkanspiele in Constanța                                    | Superschwer    | vor Miroslav Grubanov, Jugoslawien und Victor Dolipschi, Rumänien |
| 1969 | 1.     | „Nikola-Petrow“-Memorial in Sofia                            | Superschwer    | |
| 1969 | 2.     | Intern. Junioren-Turnier in Minsk                            | Superschwer    | hinter Treitz, vor Roone, beide Sowjetunion |
| 1970 | 3.     | EM in Berlin                                                 | Superschwer    | mit Siegen über Petr Kment, Tschechoslowakei, Istvan Semeredi, Jugoslawien, Florea Chitu, Rumänien und Niederlagen gegen Edward Wojda, Polen und Roland Bock, Bundesrepublik Deutschland            |
| 1970 | 6.     | WM in Edmonton                                               | Superschwer    | mit einem Sieg über Nicolae Martinescu, Rumänien, einem Unentschieden gegen Omar Topuz, Türkei und einer Niederlage gegen Roland Bock (beide Ringer wurden wegen Passivität disqualifiziert)        |
| 1971 | 2.     | „Nikola-Petrow“-Memorial in Warna                            | Superschwer    | hinter Anatoli Roschtschin und vor Edward Wojda |
| 1971 | 1.     | „Werner-Seelenbinder“-Turnier in Berlin                      | Superschwer    | vor Bohumil Kubat, CSSR und Petr Kment, CSSR |
| 1971 | 1.     | WM in Sofia                                                  | Superschwer    | mit Siegen über Onar Topuz, Ali Gharbi, Tunesien, Victor Dolipschi, Edward Wojda, Petr Kment und Horst Schwarz, Bundesrepublik Deutschland und einem Unentschieden gegen Anatoli Roschtschin, UdSSR |
| 1972 | 1.     | Klippan-Turnier                                              | Superschwer    | vor Horst Schwarz und Victor Dolipschi |
| 1972 | 2.     | „Nikola-Petrow“-Memorial in Warna                            | Superschwer    | vor Victor Dolipschi und Petr Kment |
| 1972 | 1.     | EM in Kattowitz                                              | Superschwer    | mit Siegen über Petr Kment, Victor Dolipschi, Franz Labjohn, DDR und trotz einer Niederlage gegen Anatoli Kochniew, UdSSR                                                                           |
| 1972 | 1.     | Vorolympisches Turnier in München                            | Superschwer    | vor Edward Wojda, Polen, Horst Schwarz und Pedro Pawlidis, beide Bundesrepublik Deutschland |
| 1972 | Silber | OS in München                                                | Superschwer    | mit Siegen über Istvan Semeredi und Edward Wojda, einem Unentschieden gegen Victor Dolipschi und einer Niederlage gegen Anatoli Roschtschin                                                         |
| 1973 | 1.     | EM in Helsinki                                               | Superschwer    | mit Siegen über Victor Dolipschi, Raimo Karlsson, Finnland, Petr Kment, Shota Morschiladze, UdSSR, Einar Gundersen, Norwegen und Marek Galinski, Polen                                              |
| 1973 | 1.     | WM in Teheran                                                | Superschwer    | mit Siegen über Marek Galinski, Victor Dolipschi, Omar Topuz, Schota Morschiladze und Petr Kment |
| 1974 | 1.     | „Nikola-Petrow“-Memorial in Plewen                           | Superschwer    | vor Oleksandr Koltschynskyj und Nikola Dinew, Bulgarien |
| 1974 | 2.     | EM in Madrid                                                 | Superschwer    | mit Siegen über Zygmunt Andrecki, Polen, Einar Gundersen, Omar Topuz, Roman Codreanu, Rumänien und einer Niederlage gegen Schota Morschiladze                                                       |
| 1974 | 1.     | „Iwqan-Poddubny“-Memorial in Leningrad                       | Superschwer    | vor Schota Morschiladse und Oleksandr Koltschynskyj |
| 1974 | 1.     | WM in Kattowitz                                              | Superschwer    | mit Siegen über Henryk Tomanek, Polen, Roman Codreanu, Lorenz Hecher, Bundesrepublik Deutschland, Schota Morschiladze und János Rovnyai, Ungarn                                                     |
| 1975 | 1.     | Großer Preis der Bundesrepublik Deutschland in Aschaffenburg | Superschwer    | vor Richard Wolff und Lorenz Hecher, Bundesrepublik Deutschland |
| 1975 | 1.     | „Werner-Seelenbinder“-Turnier in Leipzig                     | Superschwer    | vor Roman Codreanu, Victor Dolipschi und Richard Wolff |
| 1975 | 1.     | WM in Minsk                                                  | Superschwer    | mit Siegen über Roman Codreanu, Tomanek, Oleksandr Koltschynskyj, UdSSR und János Rovnyai |
| 1976 | 1.     | Klippan-Turnier                                              | Superschwer    | vor Awtandil Maisuradse und Richard Wolff |
| 1976 | 1.     | EM in Leningrad                                              | Superschwer    | mit Siegen über Richard Wolff, BRD, Henryk Tomanek, József Nagy, Ungarn, Koltschynskyj, Arne Robertsson, Schweden und Karlsson                                                                      |
| 1976 | Silber | OS in Montreal                                               | Superschwer    | mit Siegen über János Rovnyai, Roman Codreanu, Mamadou Sakho, Senegal, Henryk Tomenek und Niederlagen \|gegen William Lee, USA und Oleksandr Koltschynskyj                                          |
| 1977 | 1.     | Universiade in Sofia                                         | Superschwer    | vor Awtandil Maisuradse |
| 1978 | 2.     | EM in Oslo                                                   | Superschwer    | mit Siegen über Awtandil Maisuradse, UdSSR, Einar Gundersen, József Nagy und einer Niederlage gegen Roman Codreanu                                                                                  |
| 1979 | 1.     | EM in Bukarest                                               | Superschwer    | mit Siegen über János Rovnyai, Oleksandr Koltschynskyj, Henryk Tomanek, Kenan Ege, Türkei und Roman Codreanu                                                                                        |
| 1979 | 1.     | WM in San Diego                                              | Superschwer    | mit Siegen über Gundersen, Codreanu, Bob Walker, USA und trotz einer Niederlage gegen Koltschynskyj (beide disq.)                                                                                   |
| 1980 | Silber | OS in Moskau                                                 | Superschwer    | mit Siegen über Privoslav Ilic, Jugoslawien, József Farkas, Ungarn, Roman Codreanu, Hassan Ali Bechara, Libanon und einer Niederlage gegen Oleksandr Koltschynskyj                                  |
| 1984 | 1.     | EM in Jönköping                                              | Superschwer    | nach Siegen über Victor Dolipschi, Igor Rostrotzki, UdSSR und Henryk Tomanek |

Erläuterungen
- alle Wettkämpfe im griechisch-römischen Stil
- Superschwer bis 1969 ab 97 kg, ab 1970 ab 100 kg Körpergewicht; eine Gewichtsbeschränkung nach oben gab es damals noch nicht
- OS = Olympische Spiele, WM = Weltmeisterschaft, EM = Europameisterschaft